# ステファヌス8世 (ローマ教皇)
ステファヌス8世と呼ばれることがあるローマ教皇は2人存在する。「ステファヌス」の名を持つ教皇の代数に関する歴史的経緯はステファヌス (教皇選出者)#「教皇ステファヌス」とその代数を参照。
1. ステファヌス8世 (在位:928年-931年)→ステファヌス7世 (ローマ教皇) を参照。
2. ステファヌス8世 (在位:939年-942年)→ステファヌス8世 (9世)とも書かれる。

本項では、現在教皇庁および『教皇庁年鑑』が正式に認めている、939年に即位した人物について扱う。
ステファヌス8世（Stephanus XIII、? - 942年10月）は、第127代ローマ教皇（在位：939年7月14日 - 942年10月）。

## 生涯
ステファヌスはローマ出身で、サンティ・シルヴェストロ・エ・マルティーノ・アイ・モンティの司祭枢機卿であった。939年に先代のレオ7世が死去したため、アルベリーコ2世によって後継に擁立された。
最初はアルベリーコ2世と共同して修道院改革を行なったが、やがて対立した。オパヴァのマルティンによると、アルベリーコ2世によって幽閉され、さらに手足を切断された（mutilatus to quibusdam Romanis）という。ステファヌスは942年10月下旬に死去したが、切断時における傷が死因であったとも考えられている。